# Крыло (покрытие над колесом)
Крыло — ограждающее сверху покрытие над колесом автомобиля, велосипеда, мотоцикла и т. п. Служит для защиты транспортного средства, его водителя, пассажиров и окружающих от грязи и камней, разбрасываемых колёсами.

## Происхождение названия
Название пришло от крыльев конских экипажей («крыло коляски»), Л. А. Чернышова относит его к скандинавским заимствованиям (через wing).
В британском английском для крыльев самолёта и автомобиля также используется один термин (англ. wing), зато для крыльев велосипедов и мотоциклов используется термин англ. mudguard; в американском английском для крыла автомобиля (и других транспортных средств) используется англ. fender (это слово раньше обозначало также бампер). Кроме понятия fender в американском автомобилестроении используется термин англ. fender flares. Это удлинение крыла, которое обеспечивает дополнительную защиту для сильно смещенных или негабаритных колес. Flares используются на внедорожниках, пикапах и спортивных автомобилях. Они, как правило, изготавливаются из стеклопластика или ABS, чтобы обеспечить гибкость и легкий вес, однако некоторые грузовики и внедорожники оснащены металлическими изделиями для обеспечения лучшей прочности. Поставляются либо вместе с автомобилем, либо как дополнительный аксессуар.
В русском языке крыло велосипеда иногда называется «щитком».

## Крыло автомобиля
В конструкции автомобиля крылья обычно неподвижно связаны с корпусом; их размер и расположение учитывают ход подвески и поворот колёс.
В большинстве стран законодательство из соображений безопасности окружающих требует наличия на автомобилях крыльев, которые полностью прикрывали бы колесо сверху.
Это требование создаёт проблемы при модификации автомобилей с использованием нестандартных колёс, приводя к инженерным решениям, иногда заимствованным у велосипедов.
В РФ у грузовиков над задними колесами должны быть установлены крылья. Конструкция устройств (крыльев), устанавливаемых над передними колесами, должна обеспечивать оптимальную защиту автомобиля от забрызгивания грязью. Для легковых автомобилей требования более жёсткие: 
- крыло должно закрывать по крайней мере сектор колеса в 30 градусов спереди оси и 50 градусов сзади;
- задний конец крыла должен располагаться не выше, чем в 150 мм над осью;
- расстояние между нижней кромкой крыла и осью не должно превышать двух радиусов колеса.

В некоторых штатах США автомобили ниже определённого веса — 1500 или 1800 фунтов — могут не иметь крыльев.

## Крыло велосипеда или мотоцикла
На велосипедах и мотоциклах крыло обычно связано с колесом и «облегает» его, за исключением мотоциклов для мотокросса, у которых крылья крепятся к раме. Законодательства большинства стран требуют наличия крыльев на мотоциклах, иногда только заднего или только в том случае, если заводской дизайн включал крылья. Тем не менее, популярные модификации «чоппер» и «боббер» часто включают удаление переднего крыла.
Мотоциклы в спортивном стиле или гоночные мотоциклы иногда поставляются или добавляются в качестве аксессуара для вторичного рынка, заднее крыло «hugger», прикрепленное к заднему маятнику и очень близко к шине, а не прикрепленное к заднему подрамнику и вдали от шины.
Наличие крыльев у велосипедов не регулируется законодательством, дорожные велосипеды обычно их имеют, а спортивные — нет. Соответственно, в странах Европы, где велосипеды используются для передвижения, основная масса продающихся велосипедов имеет крылья, а в США соотношение обратное.

## Крыло в качестве тормоза
На некоторых самокатах торможение заднего колеса производится за счёт нажатия ногой на подпружиненное заднее крыло в результате контакта брызговика с шиной .